# Einhard

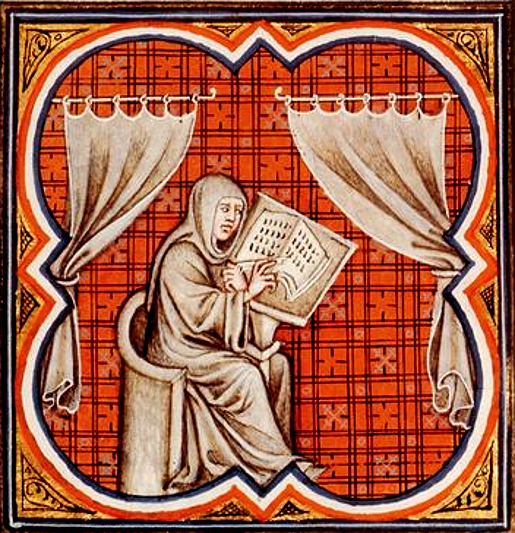
Einhard in den Grandes Chroniques de France, Paris, BnF, lat. 2813, fol. 85v A, 14. Jahrhundert (1375–1380)

Einhard (nach eigener Schreibung Einhart, auch Einhardt; in den romanischen Sprachen Eginhard, Eginardo usw. mit nicht palatalisiertem g; * um 770 im Maingau; † 14. März 840 Kloster Obermulinheim, heute Seligenstadt) war ein fränkischer Laienabt und Gelehrter.
Einhard, der als einer der herausragendsten Gestalten der karolingischen Renaissance gilt, war Nachfolger seines Lehrers Alkuin als Leiter der Hofschule Karls des Großen. Sein bedeutendstes und bekanntestes Werk ist die Vita Karoli Magni, die Biografie Karls des Großen.
Er war auch Ratgeber Ludwigs des Frommen sowie Laienabt der Klöster St. Peter und St. Bavo in Gent, St. Servatius in Maastricht, Saint-Cloud bei Paris, Saint-Wandrille in der Normandie, St. Johannes der Täufer in Pavia, St. Peter in Fritzlar, Steinbach bei Michelstadt im Odenwald und Seligenstadt.
Wegen seines technischen Talents erhielt er in der Hofschule den Namen Beseleel, nach dem Erbauer der jüdischen Stiftshütte (Ex 35,30).

## Leben und Wirken

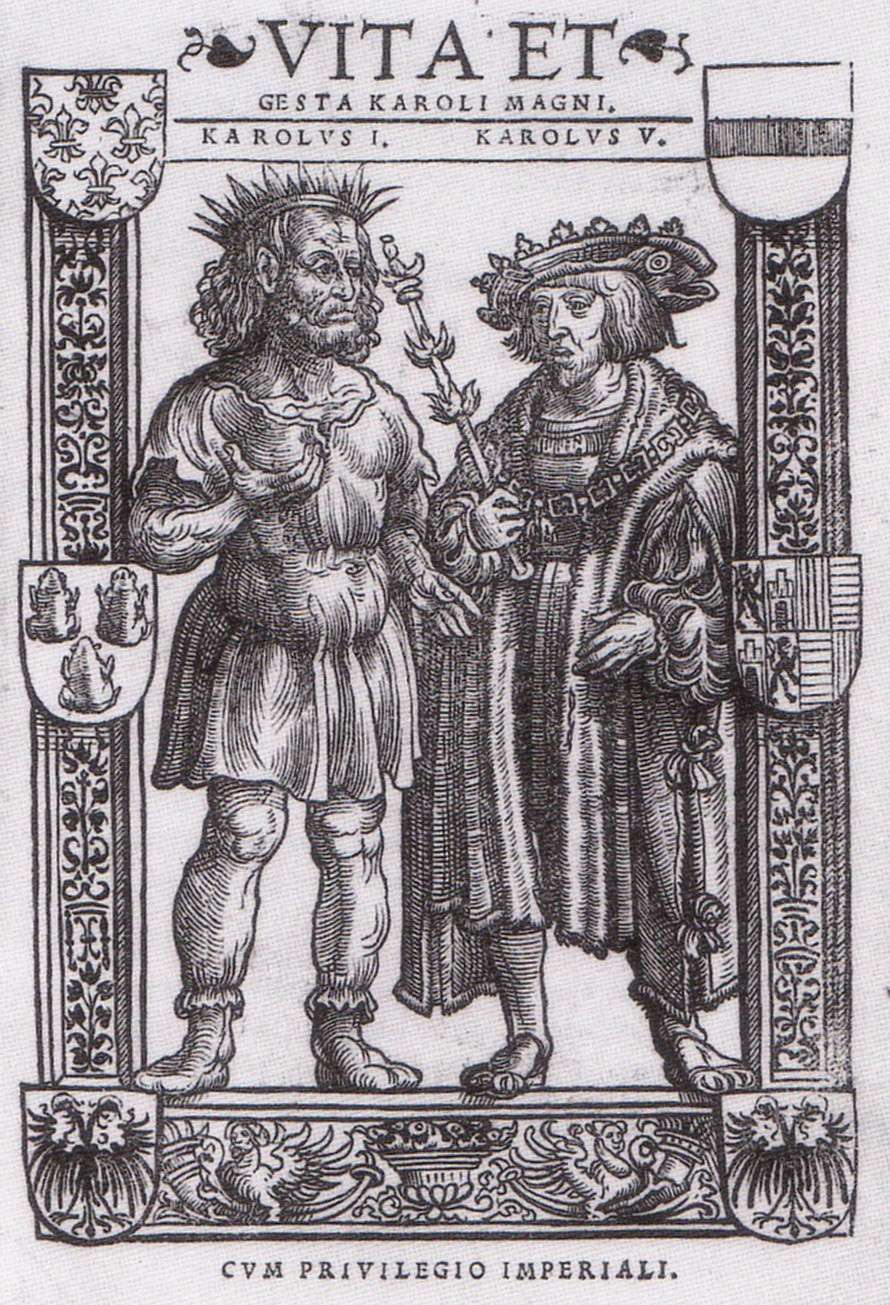
Karl der Große und Karl V. in der Editio princeps der Vita Karoli Magni. Johannes Soter, Köln 1521

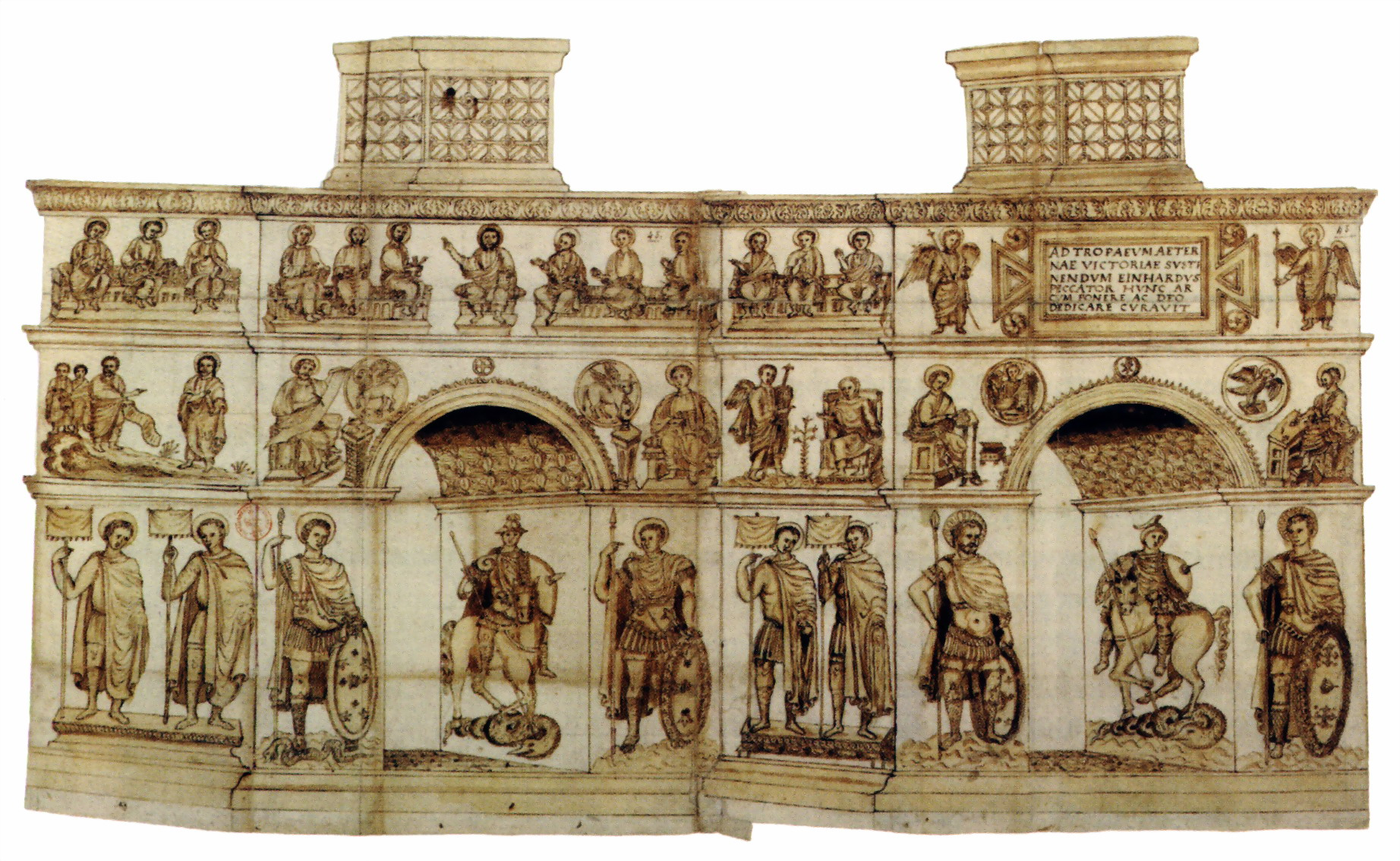
Zeichnung (17. Jh.) des Einhardsbogens, Bibliothèque nationale, Paris

Einhard, der aus adliger ostfränkischer Familie stammte, wurde zunächst im Kloster Fulda erzogen. Als Urkundenschreiber ist er dort zwischen 788 und 791 belegt. 794 wurde er von Abt Baugulf von Fulda zur weiteren Vervollkommnung seiner Bildung an die Hofschule gesandt, wo er Schüler Alkuins wurde und bald zum engsten Kreis um Karl den Großen zählte.
Einhard leitete die Errichtung zahlreicher Bauten Karls des Großen, so die Brücke zu Mainz, die Pfalzen zu Ingelheim und Aachen und die Pfalzkapelle zu Aachen. Auch über die Hofwerkstätten führte er die Aufsicht. Inwieweit er selbst künstlerisch oder kunsthandwerklich aktiv war, ist unklar, jedoch scheint er zumindest konzeptionelle Arbeit geleistet zu haben. Nicht erhalten ist der nur in einer barocken Nachzeichnung überlieferte, sogenannte Einhardsbogen, ein triumphbogenförmiges Reliquiar, das er nach 815 als Laienabt für seine Abtei in Maastricht in Auftrag gab. Es diente als Sockel für ein Kreuz und weist stilistische Berührungen mit den Bronzegittern der Aachener Marienkirche auf.
Sein Schüler Brun Candidus von Fulda betätigte sich sowohl als Biograf als auch als Monumental- und Buchmaler. Einhard war der Begleiter Karls des Großen auf allen seinen Reisen, ging 806 als dessen Gesandter nach Rom, und 813 soll sein Rat Karl bewogen haben, seinen Sohn Ludwig zum Kaiser zu ernennen. Auch dieser vertraute Einhard und gab ihn 817 seinem Sohn Lothar I. zum Ratgeber. In den Kämpfen der Söhne gegen den Vater bemühte sich Einhard als Vertreter des Reichseinheitsgedankens um eine friedliche Lösung der Konflikte. Er gründete bei Michelstadt im Odenwald eine Abtei, die Einhardsbasilika in Steinbach, für die er sich in Rom um Reliquien der Heiligen Petrus und Marcellinus bemühte. Er verlegte sie später nach Muhlinheim, das im Laufe der Zeit aufgrund der Reliquien der Abtei den Namen Seligenstadt erhielt. Er scheint niemals Geistlicher gewesen zu sein, sondern führte nach der Sitte der Zeit die oben genannten Klöster und Stifte als Laienabt.
836 starb seine Frau Imma, die entgegen der Legendenbildung wahrscheinlich keine Tochter Karls des Großen war, vermutlich aus der im Mittelrheingebiet ansässigen Grafenfamilie der Geroldinger stammt, zu der auch Imma, die Mutter von Hildegard, der Ehefrau Karls des Großen, gehörte. Eine weitläufige Verwandtschaft der Ehefrau Einhards mit Hildegard und damit auch mit Ludwig dem Frommen erscheint daher als nicht unwahrscheinlich, was ihre namentliche Heraushebung in der Schenkungsurkunde für Michelstadt von 815 hinreichend erklären würde. Julia H. M. Smith hält sie für die Witwe des Grafen Drogo, des vormaligen Eigentümers von Mulinheim, des späteren Seligenstadt.
Von den vier heute noch bekannten Werken Einhards ist die Biographie Karls des Großen, die Vita Karoli Magni, das bedeutendste. Diese einzige Biografie Kaiser Karls von einem Zeitgenossen verfasste Einhard in Anlehnung an die antiken Kaiserbiografien Suetons, ohne sich deren Vorbild jedoch sklavisch eng anzuschließen.
Ein weiteres wichtiges Werk ist die Translatio et Miracula SS. Marcellini et Petri, ein Bericht von der von ihm veranlassten Überführung der Reliquien zweier Heiliger von Rom nach Seligenstadt mit den für die Translationsberichte üblichen Wunder-Erzählungen. Schließlich sind noch die kurze theologische Schrift De adoranda cruce und eine für Gebetszwecke aufbereitete Auswahl aus den Psalmen zu nennen. Daneben ist eine größere Sammlung von Briefen Einhards (insgesamt 71, davon 58 mit Einhard als Verfasser) erhalten. Diskutiert wurde, ob Einhard der Verfasser des anonym überlieferten Aachener Karlsepos sein könne.
Nicht beteiligt war Einhard nach neueren Erkenntnissen an der Abfassung der sogenannten Annales Fuldenses (Fuldaer Annalen) und den Annales regni Francorum (Annalen des Fränkischen Reiches, Reichsannalen), die ihm früher zugeschrieben wurden („Annales qui dicuntur Einhardi“, „Annales Einhardi“).
Am 14. März 840 starb Einhard in Seligenstadt. Sein Epitaph, in dem allein seine künstlerischen Werke und die Translation der heiligen Marcellinus und Petrus, nicht aber sein literarisches Werk als Verdienste erwähnt werden, verfasste der Fuldaer Abt Hrabanus Maurus, der allerdings für Kenner einen versteckten Hinweis auf die Vita Karoli gab, indem er mit Vers 7 („quem Carolus princeps propria nutrivit in aula“) auf Vita Karoli prol. 4 („nutrimentum videlicet in me impensum et perpetua, postquam in aula eius conversari coepi, cum ipso ac liberis eius amicitia“) anspielte.

## Nachleben

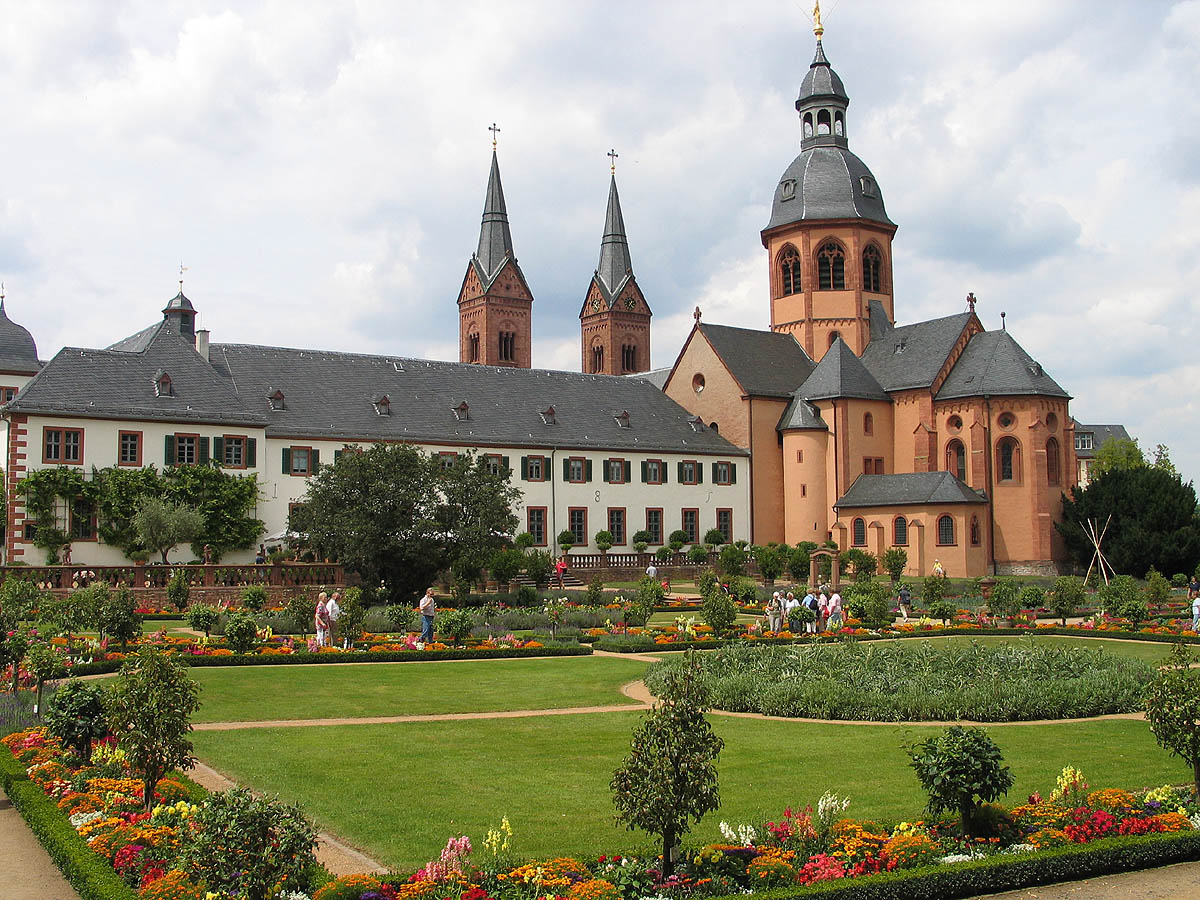
Einhard-Basilika in Seligenstadt

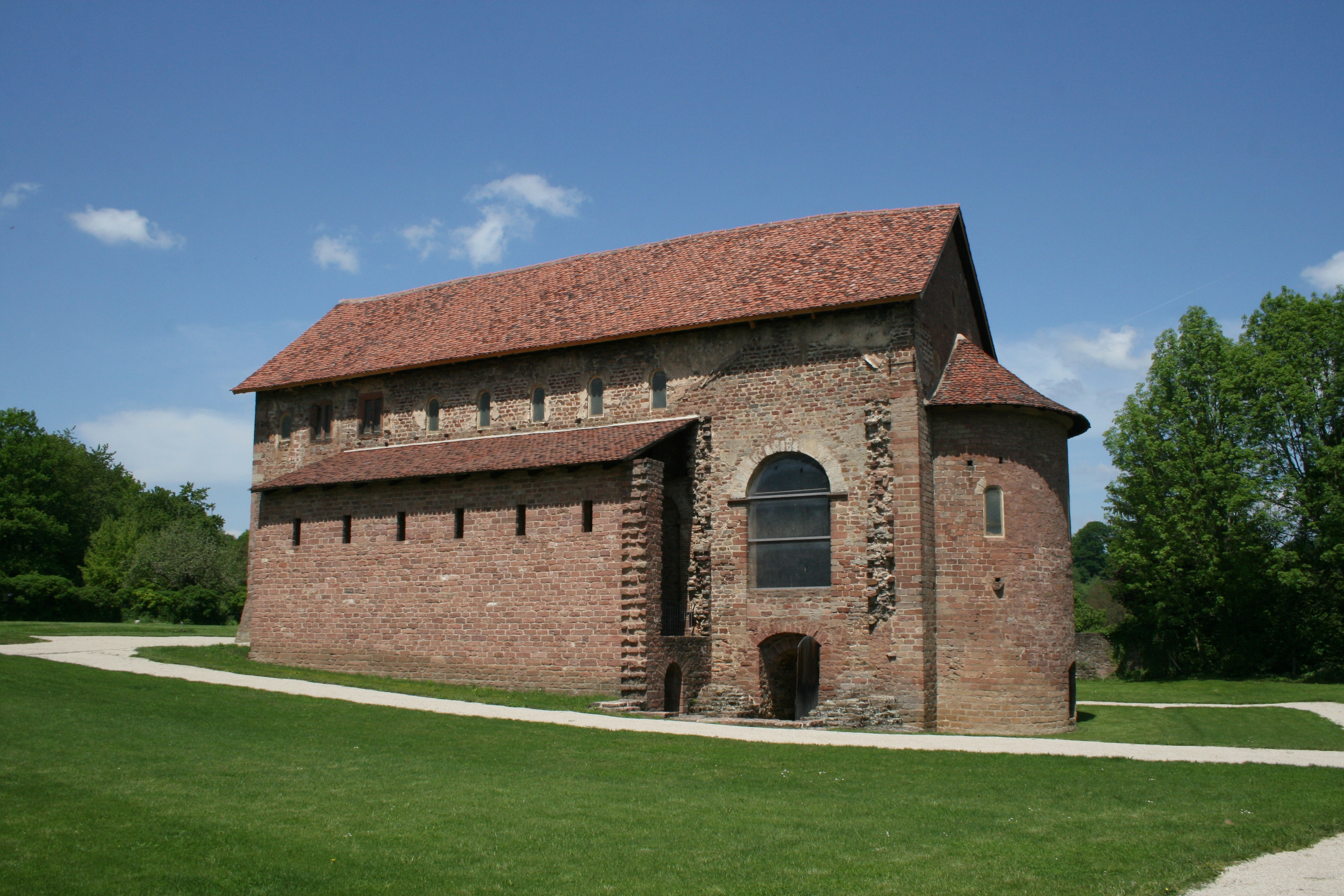
Die Einhardsbasilika in Steinbach bei Michelstadt

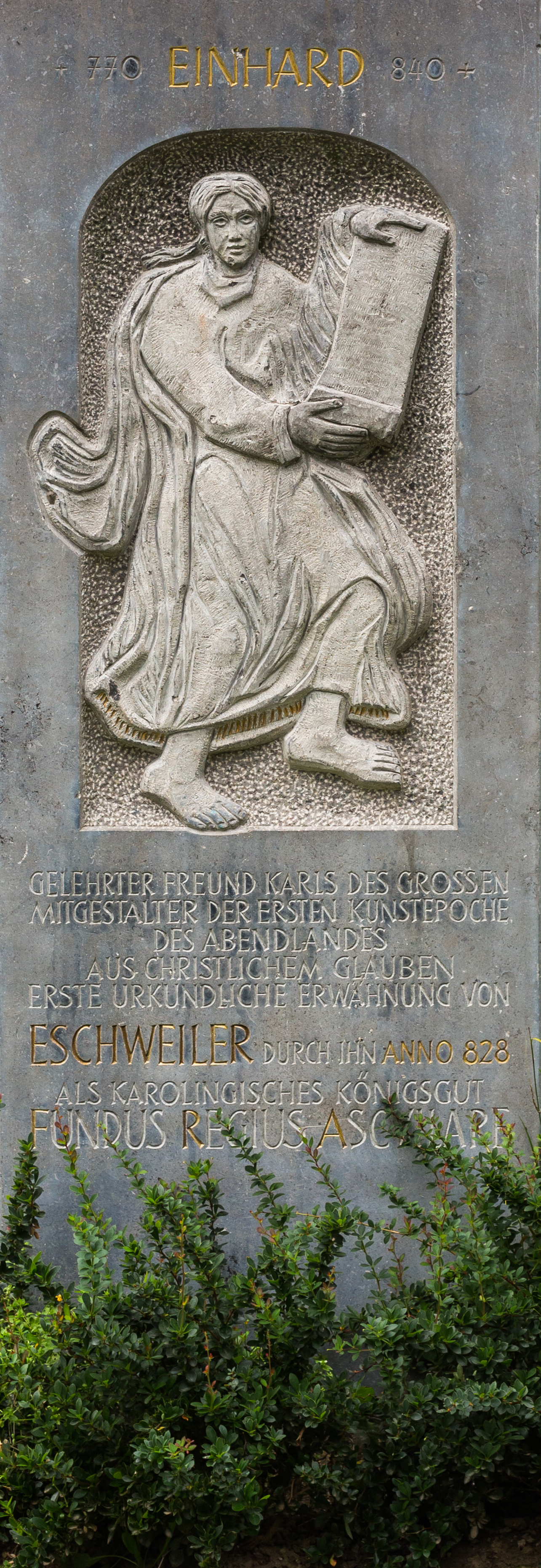
Einhard-Denkmal in Eschweiler

In Seligenstadt steht die Einhard-Basilika des einstigen dortigen Klosters, in dem Einhard sich seit 830 als Laienabt aufhielt und wo er auch starb. Dort befindet sich in der Ministranten-Sakristei ein großer Sarkophag mit den Gebeinen Einhards und seiner Frau Imma; allerdings ist der Raum für normale Kirchenbesucher nicht zugänglich. Moderne naturwissenschaftliche Untersuchungen bei einer Graböffnung im Jahre 2005 bestätigten, dass die Knochenreste im Sarg mit den Lebensdaten Einhards und seiner Frau übereinstimmen, es scheint sich also tatsächlich um die originalen Gebeine zu handeln, was zwischenzeitlich angezweifelt worden war.
Mit der Einhardsbasilika in Steinbach bei Michelstadt im Odenwald – Ludwig der Fromme hatte Einhard diesen Ort im Jahr 815 geschenkt – hat sich ein karolingischer Kirchenbau fast im Zustand der Zeit des Begründers erhalten. Die frühere Annahme, Einhard sei der Stammvater der Grafen zu Erbach (bis 1806 Regenten des Odenwalds), ist umstritten.
In Erinnerung an Einhard und sein Werk wird von der Einhard-Stiftung zu Seligenstadt seit 1999 alle zwei Jahre der Einhard-Preis für biographische Literatur verliehen.
In einigen Städten des Wirkungsgebiets Einhards stehen Denkmäler zu seinen Ehren, so in Seligenstadt und Eschweiler. In Aachen und Seligenstadt sind beispielsweise Gymnasien nach Einhard benannt und in Michelstadt-Steinbach die Einhard-Grundschule.
Eine Gedenktafel für ihn fand Aufnahme in die Walhalla bei Regensburg.

## Sage
An Einhards Person knüpft auch die Sage von Eginhard und Emma an, die Einhard in ein familiäres Verhältnis zu Karl dem Großen setzt, nachdem er dessen „Tochter“ Imma in einem abenteuerlichen Kontext gefreit hatte. Die Sage ist im Chronicon laurishamense, der im 12. Jahrhundert entstandenen Chronik des Klosters Lorsch überliefert und findet sich u. a. auch in den Deutschen Sagen der Brüder Grimm.

## Werke
- Vita Karoli Magni
- Translatio et Miracula SS. Marcellini et Petri
- De adoranda cruce

## Werkausgaben und Übersetzungen
- Oswald Holder-Egger (Hrsg.): Scriptores rerum Germanicarum in usum scholarum separatim editi 25: Einhardi Vita Karoli Magni. Hannover 1911 (Monumenta Germaniae Historica, Digitalisat)
- Vita Karoli Magni. Das Leben Karls des Großen. übersetzt von Evelyn Scherabon Firchow. Stuttgart 1995, ISBN 3-15-001996-6. (lat./dt.)
- Translatio et Miracula SS. Marcellini et Petri. In: Georg Waitz, Wilhelm Wattenbach u. a. (Hrsg.): Scriptores (in Folio) 15,1: Supplementa tomorum I-XII, pars III. Supplementum tomi XIII pars I. Hannover 1887, S. 238–264 (Monumenta Germaniae Historica, Digitalisat)
- Epistolae (in Quart) 5: Epistolae Karolini aevi (III). Herausgegeben von Ernst Dümmler, Karl Hampe u. a. Berlin 1899, S. 105–145 (Monumenta Germaniae Historica, Digitalisat)
- Steffen Patzold u. a. (Hrsg.): Translation und Wunder der Heiligen Marcellinus und Petrus. (= Acta Einhardi. Band 2). Seligenstadt 2015, ISBN 978-3-00-049804-6. (lateinisch/deutsch)
- Annette Grabowsky, Christoph Haack, Thomas Kohl und Steffen Patzold (Hrsg.): Einhards Briefe, Kommunikation und Mobilität im Frühmittelalter. (= Acta Einhardi. Band 3). Seligenstadt 2018, ISBN 978-3-00-059807-4.
- Michael I. Allen: The letter as mirror and prism: Lupus of Ferrières and Einhard. [With a new critical edition of Einhard’s De adoranda cruce] in La Lettre-Miroir dans l’Occident latin et vernaculaire du Ve au XVe siècle, ed. C. Veyrard Cosme, D. Demartini, und S. Shimahara (Paris: Études Augustiniennes, 2018), S. 175–200, hier S. 189–200.

### Monografien und Aufsätze
- Michael I. Allen: The letter as mirror and prism: Lupus of Ferrières and Einhard. [With a new critical edition of Einhard’s De adoranda cruce], in: La Lettre-Miroir dans l’Occident latin et vernaculaire du Ve au XVe siècle, ed. C. Veyrard Cosme, D. Demartini, und S. Shimahara (Paris: Études Augustiniennes, 2018), S. 175–200.
- Gereon Becht-Jördens: Einharts „Vita Karoli“ und die antike Tradition von Biographie und Historiographie. Von der Gattungsgeschichte zur Interpretation. In: Mittellateinisches Jahrbuch. 46, 2011, S. 335–369.
- Walter Berschin: Biographie und Epochenstil im lateinischen Mittelalter. Band 3 Karolingische Biographie 750–920 n. Chr. (= Quellen und Untersuchungen zur lateinischen Philologie des Mittelalters. Band 10). Anton Hiersemann, Stuttgart 1991, S. 199–220.
- Helmut Beumann: Ideengeschichtliche Studien zu Einhard und anderen Geschichtsschreibern des früheren Mittelalters. Wissenschaftliche Buchgesellschaft, Darmstadt 1962.
- Günther Binding: Multis arte fuit utilis. Einhard als Organisator am Aachener Hof und als Bauherr in Steinbach und Seligenstadt. In: Mittellateinisches Jahrbuch. Band 30, 1995, S. 29–40.
- Max Buchner: Einhards Künstler- und Gelehrtenleben. Ein Kulturbild aus der Zeit Karls des Großen und Ludwigs des Frommen (= Bücherei der Kultur und Geschichte. Band 22). Kurt Schroeder, Bonn / Leipzig 1922.
- Claude Carozzi: Eginhard et les trois fonctions de la royauté. In: Claude Carozzi, Huguette Taviani-Carozzi (Hrsg.): Le Pouvoir au Moyen Âge. Idéologies, Pratiques, Représentations. Université de Provence, Aix-en-Provence 2005, S. 237–255.
- David Ganz: Einhard’s Charlemagne: the Characterisation of Greatness. In: J. Story (Hrsg.): Charlemagne. Empire and Society. Manchster university Press, Manchester / New York 2005, S. 38–51.
- Wolfgang Hartmann: Kloster Machesbach und frühmittelalterlicher Adel im Bachgau. In: Aschaffenburger Jahrbuch. Band 16, 1993, S. 137–237.
- Wolfgang Hartmann: Der „Einhardweg“ von Michelstadt nach Seligenstadt. In: Odenwälder Jahrbuch für Kultur und Geschichte. 1997, S. 93–102.
- Karl Hauck (Hrsg.): Das Einhardkreuz. Vorträge und Studien der Münsteraner Diskussion zum arcus Einhardi (= Abhandlungen der Akademie der Wissenschaften in Göttingen. Philologisch-Historische Klasse, dritte Folge. 87). Vandenhoeck & Ruprecht, Darmstadt 1974.
- Siegmund Hellmann: Einhards literarische Stellung. In: Siegmund Hellmann: Ausgewählte Abhandlungen zur Historiographie und Geistesgeschichte des Mittelalters. hrsg. von Helmut Beumann. Wissenschaftliche Buchgesellschaft, Darmstadt 1961, S. 159–229.
- Thomas Ludwig: Einhards Lebenslauf und die politischen Ereignisse im ersten Jahrzehnt der Herrschaft Ludwigs des Frommen. In: Thomas Ludwig, Otto Müller, Irmgard Widdra-Spiess: Die Einhards-Basilika in Steinbach bei Michelstadt im Odenwald. Hrsg. vom Landesamt für Denkmalpflege Hessen. Zabern, Mainz 1996, ISBN 3-8053-1322-5, S. 17–23.
- Steffen Patzold: Ich und Karl der Große. Das Leben des Höflings Einhard. Klett-Cotta, Stuttgart 2013, ISBN 978-3-608-94764-9.
- Steffen Patzold: Einhards erste Leser: Zu Kontext und Darstellungsabsicht der „Vita Karoli“. In: Viator. 42/3, 2011, S. 33–55. (online)
- Hermann Schefers (Hrsg.): Einhard. Studien zu Leben und Werk [Bd. 1] [Internationales einhard-Symposium vom 18.-22. Oktober 1995 in Michelstadt-Steinbach]. Hessische Historische Kommission Darmstadt HKD, Darmstadt 1997, ISBN 3-88443-033-5.
- Hermann Schefers (Hrsg.): Einhard – Leben und Werk, Bd. 2 [Internationales Einhard-Symposium vom 24.-27. 2008 in Seligenstadt] (Arbeiten der Hessischen Historischen Kommission. Neue Folge Band 39). Schnell & Steiner, Regensburg 2019. ISBN 978-3-7954-3354-3
- Klaus Scherberich: Zur Suetonimitatio in Einhards vita Karoli Magni. In: Lotte Kéry (Hrsg.): Eloquentia copiosus. Festschrift für Max Kerner zum 65. Geburtstag. Thouet, Aachen 2006, S. 17–28.
- Matthias M. Tischler: Einharts Vita Karoli: Studien zur Entstehung, Überlieferung und Rezeption. (= Schriften der Monumenta Germaniae Historica. 48). Hannover 2001, ISBN 3-7752-5448-X.

### Lexikonartikel und Acta Einhardi
- Josef Fleckenstein: Einhard. In: Lexikon des Mittelalters. Band 3, München 1986, Sp. 1737–1739.
- Immo Eberl: Einhard. In: Verfasserlexikon. Die deutsche Literatur des Mittelalters. Band 2, de Gruyter, Berlin u. a. 1980, Sp. 420–425.
- Acta Einhardi:

- Manfred Schopp: Die Märtyrer Marcellinus und Petrus: Die Geschichte ihrer Verehrung im Lichte der acta sanctorum. (Acta Einhardi 1). Einhard-Gesellschaft, Seligenstadt 2006, ISBN 3-89870-328-2.
- Steffen Patzold u. a.: Einhard. Translation und Wunder der Heiligen Marcellinus und Petrus. (Acta Einhardi 2). Einhard-Gesellschaft, Seligenstadt 2015, ISBN 978-3-00-049804-6.
- Annette Grabowsky, Christoph Haack, Thomas Kohl, Steffen Patzold: Einhards Briefe – Kommunikation und Mobilität im Frühmittelalter. (Acta Einhardi 3). Einhard-Gesellschaft, Seligenstadt 2018, ISBN 978-3-00-059807-4. (lateinisch/deutsch)

- Heinz Löwe: Einhard. In: Reallexikon der Germanischen Altertumskunde (RGA). 2. Auflage. Band 7, Walter de Gruyter, Berlin/New York 1989, ISBN 3-11-011445-3, S. 20–22.
- Wilhelm Wattenbach: Einhard. In: Allgemeine Deutsche Biographie (ADB). Band 5, Duncker & Humblot, Leipzig 1877, S. 759 f. [überholter Forschungsstand]
- Heinz Löwe: Einhard. In: Neue Deutsche Biographie (NDB). Band 4, Duncker & Humblot, Berlin 1959, ISBN 3-428-00185-0, S. 396 f. (Digitalisat).
- Friedrich Wilhelm Bautz: EINHARD. In: Biographisch-Bibliographisches Kirchenlexikon (BBKL). Band 1, Bautz, Hamm 1975. 2., unveränderte Auflage. Hamm 1990, ISBN 3-88309-013-1, Sp. 1479–1480 (Artikel/Artikelanfang im Internet-Archive).